# Praia de Ipitanga
Vista aérea de Stella Maris, bairro de Salvador, e de Lauro de Freitas ao fundo, depois do Aeroporto.
A praia de Ipitanga localiza-se no entre a capital baiana e o município de Lauro de Freitas.
Localizada na exata divisa entre a capital e o município de Lauro de Freitas, Ipitanga, durante os fins de semana, fica lotada de visitantes. Tanta demanda se explica pela grande infraestrutura local, que conta com pousadas, restaurantes e cabanas de praia bem sofisticadas.
É uma das praias mais sofisticadas e limpas da Bahia.
Além destes atributos, a praia é o grande “point” dos jovens, o banho é delicioso, já que em alguns pontos, surgem piscinas naturais de águas mornas.
Em setembro de 2010 passou a ostentar o título de praia mais cobiçada entre os banhistas.